# Colonia Zamora
Colonia Zamora är en ort i Mexiko.   Den ligger i kommunen Tlalnelhuayocan och delstaten Veracruz, i den sydöstra delen av landet, 230 km öster om huvudstaden Mexico City. Colonia Zamora ligger 1 536 meter över havet och antalet invånare är 426.
Terrängen runt Colonia Zamora är lite bergig, och sluttar österut. Runt Colonia Zamora är det ganska tätbefolkat, med 172 invånare per kvadratkilometer. Närmaste större samhälle är Xalapa, 5,8 km sydost om Colonia Zamora. Omgivningarna runt Colonia Zamora är en mosaik av jordbruksmark och naturlig växtlighet.